# 김봉기 (야구인)
김봉기(1953년 12월 23일~)은 롯데, MBC에서 뛰었던 전 야구 선수다. 실업 구단인 롯데 자이언트에서 선수 생활을 시작했고, 육군에서 병역을 해결했다. 이후 MBC 청룡에 등번호 15번을 받고 창단멤버로 입단하여 6시즌을 뛰고 1987년에 은퇴했다.
한편, 김재박 등과 함께 중앙대 진학설이 있었으나 영남대(김재박) 성균관대(본인)로 방향을 틀었다.

## 기록
- 1982년: 35경기 12안타 2도루 0.364(타율)
- 1983년: 29경기 3안타 1도루 0.158
- 1984년: 11경기 2안타 1도루 0.333
- 1985년: 28경기 1안타 1도루 0.111
- 1986년: 8경기
- 1987년: 34경기 2안타 0.143

## 출신 학교
- 휘문고등학교
- 성균관대학교

## 같이 보기
- 1976년 롯데 자이언트 시즌
- 1978년 롯데 자이언트 시즌
- MBC 청룡 연도별 선수 명단